# Романса у Малој Италији
Романса у Малој Италији (енгл. Little Italy) је канадско-америчка романтичнa комедија из 2018. године у режији Доналда Петрија, по сценарију Стива Галучија и Винаја Вирманија. Главне улоге тумаче Ема Робертс, Хејден Кристенсен, Алиса Милано и Дени Ајело. Филм представља Ајелово последње појављивање у филму пре његове смрти 2019. године. Радња се дешава у Малој Италији у Торонту, у којој се налазе две породице на супротној страни. Баш попут Ромеа и Јулије, али без трагичног краја и пуно више хумора. Након повратка кући, Ники Анголи (Ема Робертс) открила је да се у кварту ништа није променило од кад је отишла. Ипак, на том истом месту у коме је време стало, Ники проналази љубав из непријатељских редова. Када очеви две конкурентске пицерије сазнају да су се они међусобно заљубили, одлучили су да организују кулинарски обрачун. Међутим, двоје младих из породице нису једини који морају да скривају своју романсу.

## Радња
Ники Анголи (Ема Робертс) и Лео Кампо (Хејден Кристенсен) били су најбољи пријатељи који су одрастали у Малој Италији у крају Торонту. Њихови очеви, пријатељи Сал Анголи и Винке Кампо, водили су „Пица Наполи“, која је била најбоља пица у кварту захваљујући комбинацији тајног соса маринара и тајног рецепта за тесто за пицу. Док је Лео живео и радио хонорарно у пицерији свог оца са тајним надама да ће једног дана отворити сопствену пицерију, Ники, која га је волела док су одрастали, пре пет година је отишла у Лондон надајући се да се више неће вратити у Малу Италију и удаљити се од своје прошлости, што укључује и самог Леона, за кога верује да се претворио у женскароша. Сал и Винке (очеви од Ники и Леона) су се посвађали и, сваки од њих потом је отворио конкурентске пицерије, што би спречило да Ники и Лео буду заједно, чак и ако желе. Ники ради на томе да буде куварица  у Лондону, она је  у школи кувања славне куварарице Мишел са глумицом Корин, која наизглед нема ништа лепо да каже ни о коме, посебно о својим ученицима. Ники сазнаје да ће Корин изабрати између ње и другог студента, Герета, ко ће радити у свом новом лондонском ресторану, на основу тога ко направи бољи мени. Прво, Ники даље сазнаје да се мора бавити питањем визе, што значи да, без обзира да ли јој се свиђа или не, мора се вратити у Торонто на неколико недеља. Неизбежно трчећи за Леом, открива да још увек постоји привлачност између њих двоје. Имаће много постојећих препрека које треба да преброде да би се окупили, а свако мора да схвати да су препреке које вреди превладати, док је учење неких од тих питања заиста непостојеће.
У међувремену, њихови бака и дека, Франца и Карло (Дени Ајело), заручили су се (због чињенице да су годинама били заљубљени и никада нису били ривали од почетка). Франца коначно пристаје да се уда за Карла упркос обећањима свог покојног мужа да се неће поновно женити. Франца и Карло приређују вечеру за породице. Током вечере Франца и Карло објављују просидбу, због чега су Сал и Винке започели размену увреда. Винке одлучује да учествује у такмичењу за пицу против Салу, уз услов да ко изгуби мора напустити Малу Италију. Када њих двоје схвате да им је забрањено такмичење због пада током претходног такмичења, одлучују да Ники и Лео уђу у такмичење. Ники је одбила да се такмичи, она и Лео почињу да се се свађају ко је кога побеђивао у фудбалу кад су били деца. Кад Ники каже да је Лео сваки пут победио јер му је она дозволила да победи, Лео каже: "Аха, као да си ми дозволио да победим синоћ", алудирајући на то да заједно спавају. Она га удари и оде.
На такмичењу, Лео је проглашен победником, а Ники креће на аеродром за Лондон. Међутим, Лео одбија узети трофеј након што схвати да је Ники намерно пребацила сосове како би Лео остао у Малој Италији. Схвативши да је Ники отишла на аеродром, Лео и породица крећу за њом. Ухватили су је и Лео је обећао да ће остати с њом јер је она једино што је желео, а не пица или рат између њихових очева. Ники одлази, али убрзо се враћа, и изјављује своју љубав Леу након што се пољубе. Након тога питају Салу и Винса о њиховој борби, у којој признају да се тучњава односила на њихове родитеље Францу и Карла. Још 1999. године, након победе на такмичењу, Сал и Винке су се свађали око именовања победничке пице по родитељу, што је резултирало почетком ријалитија. Франца и Карло напокон објављују да се венчају. Сал и Винце се грле, формално окончавајући ријалити.
Нешто касније, породице славе у ресторану пице где је Ники позвала Корин, која открива да је морала да затвори свој ресторан након што је добила негативне критике критичара. Ники и Лео, заједно са другом екипом, заједно плешу.

## Улоге
- Ема Робертс као Николета „Ники” Ангиоли[3]
- Ава Престон као млада Ники
- Хејден Кристенсен као Лео Цамполи
- Ники Капела као млади Лео
- Алиса Милано као Дора Ангиоли
- Адам Ферара као Салваторе „Сал” Ангиоли
- Гари Басараба као Винченцо „Винс” Камполи
- Линда Каш као Амелија Камполи
- Ендру Фунг као Луиђи
- Кристина Росато као Ђина
- Дени Ајело као Карло
- Андреа Мартин као Франца
- Џејн Симор као Корин
- Амрит Каур као Џеси
- Вас Саранга као Јоги

## Продукција
У јулу 2017. године најављено је да ће у филму глумити Хејден Кристенсен, Ема Робертс, Андреа Мартин, Алиса Милано и Дени Ајело. Доналд Петри је режирао из сценарија Стив Галучија и Винаја Вирманија. Полина Дилон и Аџај Вирмани су продуценти филма, док су Фред Фухс, Тифани Кузон, Патрик Рои и Кристина Кубаки били извршни продуценти. .

## Премијера
Филм је објављен у Канади 24. августа 2018. године у издању Entertainment One, а у Сједињеним Државама је изашао 21. септембра 2018. године. 

## Критике
Ротен томејтоуз наводи да је 17% критичара филму дало позитивну критику на основу 18 критика, са просечном оценом 4,12/10. Што се тиче Metaкритика, филм има просек оцена од 28 од 100 на основу 4 критичара, што указује на „углавном неповољне критике”. На апликацији Reddit оцењен је као „најгори постер за филм”.